# Trossos d'Escoll-de-veu
Els Trossos d'Escoll-de-veu és una extensa partida rural del terme municipal de Conca de Dalt, a l'antic terme d'Hortoneda de la Conca, al Pallars Jussà, en territori que havia estat del poble d'Hortoneda.
Estan situats a prop de l'extrem sud-oriental del Roc de Santa, al nord de la Carretera d'Hortoneda un cop aquesta ha superat el coll d'aquell costat del Roc de Santa, en el collet que deu correspondre al Coll de Veus de la llegenda. Queden delimitats al nord per la carretera esmentada, a ponent per la llau del Rebollar i a llevant per la llau dels Pastors. De fet, a l'oficina del Cadastre el paratge està registrat com a Coll de Veu.
Consta de 58,3639 hectàrees de conreus de secà, pastures, zones de bosquina i de matolls i trossos improductius.